# Speedway
 For alternative betydninger, se Speedway (flertydig). (Se også artikler, som begynder med Speedway)
Speedway er en motorsport, hvor man kører rundt med motorcykler på en oval grusbelagt bane. Motorcyklerne er ikke udstyret med hverken gear eller bremser, da hvert heat varer så kort tid, at det aldrig er nødvendigt at bremse eller skifte gear. Fire, eller i nogle tilfælde seks, kørere deltager i et heat, hvor man kører venstre om (imod uret). På langsiderne kan speedwaykørerne komme op på omkring 110 km/h. 
I Danmark bliver sporten organiseret af Danmarks Motor Union.
Danmark har siden 1970'erne haft en række speedway-kørere i verdenseliten. Særligt i begyndelsen af 1970'erne sporten blev populær i Danmark, hvilket skyldtes[kilde mangler] at Ole Olsen vandt det individuelle verdensmesterskab på Nya Ullevi (Göteborg) i 1971. 

## Kendte speedwaykørere
Af danske kørere kan nævnes:
- Ole Olsen
- Erik Gundersen
- Hans N. Andersen
- Jan O. Pedersen
- Nicki Pedersen
- Peter Kildemand
- Anders Thomsen
- Mikkel Bech
- Hans Nielsen
- Bjarne Pedersen
- Tommy Knudsen
- Charlie Gjedde
- Kenneth Bjerre
- Niels Kristian Iversen
- Leon Daniel Madsen
- Mads Adler Hess Jensen
- Mads Skov
- Svend Aage Sørensen
- Svend Aage Engstrøm